# Noyesius
Noyesius is een geslacht van vliesvleugeligen uit de familie Eulophidae. De wetenschappelijke naam van dit geslacht is voor het eerst geldig gepubliceerd in 1988 door Boucek.

## Soorten
Het geslacht Noyesius omvat de volgende soorten:
- Noyesius metallicus Boucek, 1988
- Noyesius testaceus Boucek, 1988